# Ovaka
'Ovaka é uma ilha de Tonga, localizada no grupo Vava'u no norte do  país. Tem uma área de 1,29 km² e uma população de 103 habitantes.